# أوتو فرانك (أستاذ جامعي)
أوتو فرانك (بالألمانية: Otto Franke) هو عالم صينيات ألماني، ولد في 27 سبتمبر 1863 في Gernrode ‏ في ألمانيا، وتوفي في 2 سبتمبر 1946 في برلين في ألمانيا.